# تقسیم سیستان
سیستان یا سکستان یکی از سرزمین‌های ایران بزرگ است که در ایران و افغانستان قرار دارد و قدمت سکونت در آن به دوران اساطیری ایران باز می‌گردد.
انگلیسی‌ها برای اینکه بتوانند مانع از پیشروی نیروهای روس به سمت هند شوند و سدی در برابر آن‌ها به وجود آورند، سیستان را به دو قسمت تقسیم کردند؛ یعنی نیم از آن را که گستره جغرافیایی وسیعی و شهرهای مهمی را شامل می‌شد، برای همیشه از ایران جدا کردند.

بخشی از سیستان تاریخی که در مرزهای ایران کنونی جای دارد. منطقهٔ سیستان در ایران کنونی شامل شهرستان‌های زابل، زَهَک، نیمروز، هامون و هیرمند در استان سیستان و بلوچستان و شهرستان نهبندان در استان خراسان جنوبی است.

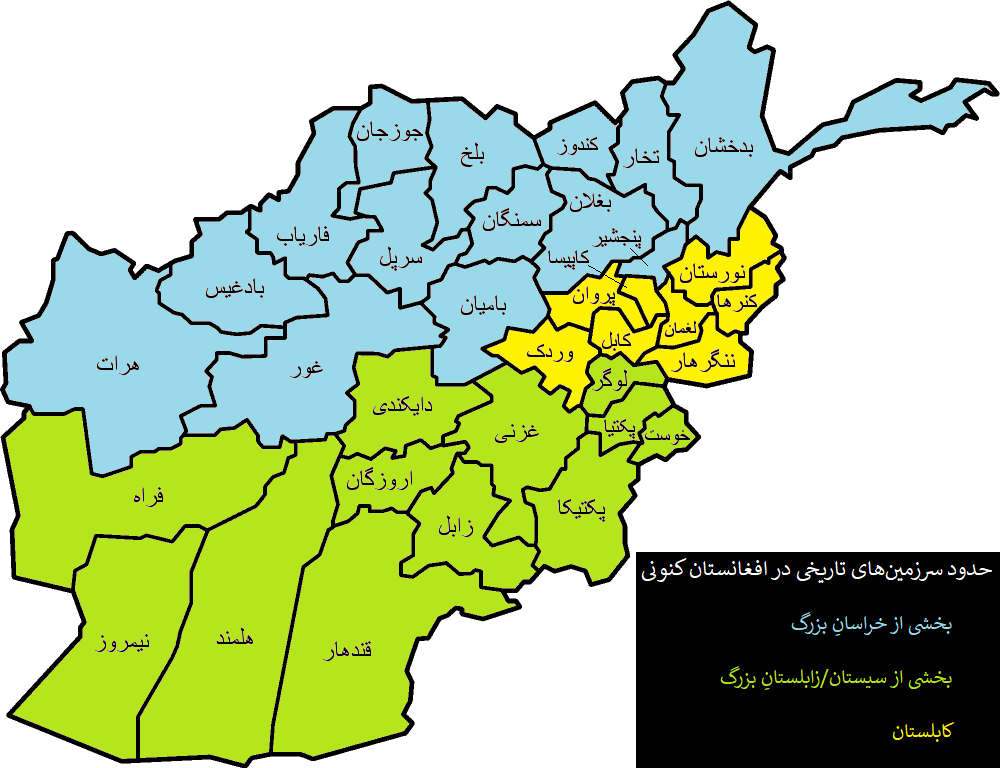
حدود سرزمین‌های تاریخی در افغانستانِ کنونی آبی: بخشی از خراسانِ تاریخی سبز: بخشی از سیستان/زابلستانِ تاریخی زرد: کابلستان

### سیستان را می‌شود به سه نوع سیستان تقسیم کرد:
۱. سیستان کهن و باستان: شامل مرکز تمام مناطق شرق فلات ایران، نیمهٔ جنوبی و شرقی افغانستان کنونی، مناطق شمال پاکستان، کشمیر و همچنین طبق متون تاریخی، در دوران باستان، منطقهٔ تبت در ادوار طولانی متعلق به فتوحات امیران و حکام سیستانی بوده‌است.

۲. سیستان اصلی و محدود: شامل نیمهٔ جنوبی افغانستان، منطقهٔ چمن و ارتفاعات آن در پاکستان، مثلث شمال غرب پاکستان و سیستان ایران.
۳. سیستان رسمی: که بعد از عهدنامهٔ پاریس و گلدسمید به سه بخش سیستان ایران و سیستان افغانستان و سیستان پاکستان تقسیم شده‌است که ولایات هلمند، فراه، نیمروز، قندهار جزو سیستان افغانستان و شهرستان‌های زابل، زهک، هیرمند، هامون، نیمروز، نهبندان، شوسف، سربیشه و توابعشان سیستان ایران محسوب می‌شوند.

## گلد اسمیت
گلد اسمیت انگلیسی نخستین مدیر تلگراف در ایران بعنوان مامور وقت تعیین مرز سیستان انتخاب شد تا پس از انجام وظایف محوله نسبت به ارائه گزارش کار خود به تهران اقدام کند. متاسفانه در نهایت بی‌خبری دولت ایران، گزارش کمیسیون حکمیت مرزی در تهران به تایید و امضای میرزا ملکم خان ناظم‌الدوله بعنوان نماینده ایران در آن کمیسیون رسید. میرزا ملکم خان در حالی اسناد تعیین مرزهای سیستان را امضاء کرد که نه تنها منطقه سیستان را ندیده بود، حتی از چگونگی کار مطالعات مرزی و تعیین حدود مرزی نیز کمترین آگاهی را نداشت.
وی تنها پس از دوبار ملاقات با گلد اسمیت انگلیسی و پس از برخی لفاظی‌های بی مورد و بی‌نتیجه، خطوط مرزی تعیین شده از سوی گلداسمیت و نقشه‌های مربوطه را  امضاء و خود را در دامان بریتانیا بیمه کرد.
اما تنها موردی که در تصمیمات مرزی گلد اسمیت یادی از آب هیرمند دارد به این قرار است که: "... فراتر {از موضوع} ، باید کاملاً درک شود که هیچ کاری از سوی دوطرف نباید صورت گیرد که نتیجه‌اش دخالت در آب مورد نیاز (منظور آب هیرمند است) برای آبیاری در کرانه باشد...".
از نظر انگلیسی‌ها سیستان ارزش فراوان و سوق الجیشی داشت و تصرف آن از اقدامات مقدماتی مهمی بود که سدی برای پیشروی همه‌جانبه به سوی هند و یا حمله به افغانستان بشمار می‌آمد.
در اواخر سال 1901 میلادی عده کمی از افراد نظامی هندی و انگلیسی به فرماندهی سروان وب.ویر، پاسگاهی در میرجاوه تاسیس کردند که این نقطه، دهی در ساحل رود تالاب در محلی که عموماً آنجا را جزء خاک ایران می‌شناختند بود و می‌پنداشتند میرجاوه از نظر مرکزی در راه بازرگانی سیستان برای انگلیسی‌ها  حائز اهمیت می‌باشد. چنانچه روسیه به کشیدن راه‌آهن شرق ایران تا خلیج‌فارس اقدام کند، برای دولت متبوع خود بی‌نهایت اهمیت خواهد داشت.

## تقسیم سیستان با نقشه انگلیسی‌ها
اما دسیسه و کار انگلیس در ایران به اینجا ختم نشد، بریتانیا پس از مدتی درصدد برآمد که در جنوب شرقی ایران و ساحل شمالی خلیج فارس حریم امنی بدست آورد و طوری اقدام کند که اگر روسیه روزی خواست به هندوستان حمله کند، پیش‌بینی‌های لازم را با بالاترین درجه امنیتی و حفاظتی در دست داشته باشد.
به همین دلیل انگلستان ابتدا در سیستان به فتنه‌انگیزی و آشوب پرداخت و در اوت 1872 نماینده بریتانیا، سیستان را به دو بخش تقسیم و قسمتی از آن را در اختیار افغانستان گذاشت.
پس از حکمیت گلداسمیت و تجزیه بخش‌های وسیعی از سیستان ایران، افغانستان متعهد شده بود که دست به اقدامی نزند که مانع رسیدن آب هیرمند به دریاچه هامون ایران شود، از این رو دولت ایران مراقب بود که افغانستان دست به اقدامی نزند که مانع رسیدن حقابه ایران شود.
در بایگانی اسناد وزارت امور خارجه، اسناد مکمل، جلد ۱۶، سند شماره ۶۱۳ آمده است که در یک مورد ناصرالدین شاه به امین السلطان صدراعظم می‌نویسد: «جناب صدر اعظم؛ باید با سفارت انگلیس حرف بزنید به علاالسلطنه هم بنویسید که او هم در آن جا حرف بزند و بگویید طرقو را افغان نباید آباد نماید، زیرا که آبادی آن جا باعث نیامدن آب به سیستان است و این ضرر بی‌معنی است که به دولت ایران وارد می‌شود و نباید آباد بشود.»

## جستار های وابسته
- سیستان
- عیاران سیستان
- قرارداد گلداسمیت